# Ex Hacienda Santa Cruz
Ex Hacienda Santa Cruz o Santa Cruz Ex-hacienda, es una localidad del estado mexicano de Campeche. Es parte del municipio de Calkiní.

## Demografía
| Gráfica de evolución demográfica |
|                                  |

| Censo | Población |
| ----- | --------- |
| 1900  | 473       |
| 1910  | 571       |
| 1921  | 370       |
| 1930  | 386       |
| 1940  | 284       |
| 1950  | 303       |
| 1960  | 555       |
| 1970  | 633       |
| 1980  | 645       |
| 1990  | 829       |
| 2000  | 1036      |
| 2010  | 1255      |
| 2020  | 1421      |